# Portrait de Mustapha
Le Portrait de Mustapha est une huile sur toile réalisée par Anne-Louis Girodet et conservée au Musée Girodet de Montargis dans le département du Loiret en région Centre-Val de Loire, en France.

## Description
L'huile sur toile, réalisée en 1819 par le peintre, illustrateur et graveur français Anne-Louis Girodet (1767-1824) a été gravée puis a disparu.
Le tableau représente un mystérieux Mustapha Sussen de Tunisie.
Le musée de Montargis en fait l'acquisition en juillet 1988.